# Condylostylus fusitarsis
Condylostylus fusitarsis är en tvåvingeart som beskrevs av Van Duzee 1933. Condylostylus fusitarsis ingår i släktet Condylostylus och familjen styltflugor.
Artens utbredningsområde är New York. Inga underarter finns listade i Catalogue of Life.